# Frederick Cambridge
Lord Frederick Cambridge (Frederick Charles Edward, né prince Frederick of Teck ; 24 septembre 1907 - 15 mai 1940) est un membre de la famille royale britannique. Il est le fils cadet d'Adolphus Cambridge (1er marquis de Cambridge), anciennement le duc de Teck, et un neveu de Mary de Teck, l'épouse du roi George V.

## Biographie
Frederick est né le 24 septembre 1907 à Vienne, en Autriche, où son père est l'attaché militaire britannique. Au moment de sa naissance, son père est le prince Adolphus, duc de Teck, le fils aîné de Francis, duc de Teck et la princesse Mary Adelaide de Cambridge (petite-fille du roi George III). Sa mère est Lady Margaret Evelyn Grosvenor, fille de Hugh Grosvenor (1er duc de Westminster). 
Il est appelé Son Altesse Sérénissime le prince Frédéric de Teck dès sa naissance. 
Pendant la Première Guerre mondiale, le sentiment anti-allemand au Royaume-Uni a conduit l'oncle de Frederick, le roi George V à changer le nom de la maison royale de la maison germanique de Saxe-Cobourg-Gotha à la maison de Windsor à consonance plus anglaise. Le roi a également renoncé à tous ses titres germaniques pour lui-même et tous les membres de la famille royale britannique qui sont des sujets britanniques. 
En réponse à cela, le duc de Teck renonce le 14 juillet 1917, à son titre de duc de Teck dans le royaume de Wurtemberg et au prédicat d'Altesse. Adolphus, avec son frère, le prince Alexandre de Teck, adopte le nom de Cambridge, d'après leur grand-père, le prince Adolphus, duc de Cambridge. 
Adolphus est ensuite créé marquis de Cambridge, comte d'Eltham et vicomte Northallerton dans la pairie du Royaume-Uni. Le frère aîné de Frederick, George, prend le titre de comte d'Eltham comme titre de courtoisie. Frederick est désormais connu sous le nom de Lord Frederick Cambridge. 
Frederick sert comme capitaine dans les Coldstream Guards et est tué au combat en Belgique le 15 mai 1940. Le jour de sa mort, le 1er bataillon était fortement engagé dans le nord de Louvain. Il est maintenant enterré au cimetière de guerre de Heverlee .